# James Outram
James Outram (Derbyshire, 29 de janeiro de 1803 – Pau, 11 de março de 1863) foi um militar britânico que se distinguiu nas campanhas do Raj Britânico, em particular no esmagamento da Revolta dos Cipaios.